# Associazione Sportiva Bari 1994-1995
Questa voce raccoglie le informazioni riguardanti l'Associazione Sportiva Bari nelle competizioni ufficiali della stagione 1994-1995.

## Stagione
Fonti

Il cobra Tovalieri (foto precedente al 1994) alla prima stagione "in doppia cifra" in Serie A. Con la tifoseria barese rimarrà un rapporto di legame reciproco.

Il Bari, appena tornato in A dopo due anni d'assenza, imposta il mercato estivo senza modificare troppo la rosa giunta seconda in Serie B, ma cercando di sostituire nel migliore dei modi gli atleti in partenza. In particolare torna dopo tre anni il centrocampista brasiliano Gérson, che il presidente Matarrese vuole faccia da "chioccia" ai più giovani della squadra; il centravanti colombiano Miguel Guerrero, nel 1993 capocannoniere dell'Atletico Junior con 34 marcature, sostituisce João Paulo, che ha salutato Bari da giugno dopo cinque anni di permanenza nel capoluogo. Acquistato anche il diciottenne centrocampista sardo Roberto Cau, considerato da alcuni il possibile erede di Zola.
Per adeguarsi alla nuova regola dei 3 punti per vittoria, il mister Beppe Materazzi modifica la sua tattica di gioco in senso più offensivo.
Nel secondo turno di Coppa Italia i pugliesi vengono eliminati nel doppio incontro dal Piacenza di serie cadetta.
In campionato, dopo due sconfitte iniziali contro Lazio e Juventus, i galletti realizzano una serie positiva di 10 punti in 4 gare, inclusa la vittoria 1-2 in casa dell'Inter, con il Bari applaudito anche dai sostenitori nerazzurri; in seguito la squadra di Materazzi alterna un ciclo di vittorie a uno di sconfitte consecutive, chiudendo con l'1-1 in casa della Sampdoria il girone d'andata, con 23 punti a ridosso della zona UEFA. La formazione biancorossa è considerata dai media una sorpresa del massimo campionato.
Nel mercato di riparazione novembrino, viste le prestazioni soddisfacenti per il club, del difensore Gian Paolo Manighetti, il compagno di reparto Massimiliano Tangorra è stato venduto a titolo definitivo.
Il Bari ottiene nei primi 6 incontri del girone di ritorno 6 punti, 3 dei quali nella 17ª giornata all'Olimpico di Roma, con l'1-2 sulla Lazio. Dalla 23ª giornata (7ª di ritorno) realizza una serie positiva di 11 punti in 7 turni; all'interno di questo ciclo il 2-2 interno con una Fiorentina in un buon periodo. I galletti ottengono la matematica salvezza in penultima giornata, con lo 0-1 in casa del Milan in corsa per la Coppa Campioni; a segno Sandro Tovalieri. I biancorossi chiudono il campionato a 44 punti, nella seconda metà della classifica a 4 lunghezze dalla zona retrocessione.
Nell'arco dell'intero campionato sono state apprezzate le prestazioni del cannoniere biancorosso Tovalieri, autore di 17 goal (di cui solo uno su rigore), e quinto nella classifica marcatori di categoria, del centrale difensivo Lorenzo Amoruso e del centrocampista Emiliano Bigica, gli ultimi due baresi cresciuti nel vivaio biancorosso alla prima stagione da titolari in Serie A. 2 goal in 26 presenze per Guerrero, di cui una rete all'Inter nella vittoriosa gara d'andata.

### Statistiche e record
Almeno riguardo al rendimento della squadra, si tratta di una delle tre migliori annate del Bari in A: i 44 punti raccolti in 34 incontri saranno superati nella stagione 2009-2010, quando allenata da Gian Piero Ventura la formazione biancorossa ricaverà 50 punti in un campionato a 20 squadre. Il Bari del 1946-1947, giunto settimo nella classifica di A a 20 squadre, con la vittoria a 3 punti avrebbe ottenuto 54 punti e non i 38 totalizzati con la vittoria a 2 punti.
In questa edizione, inoltre, la squadra pugliese ha conseguito il suo primato di 6 incontri vinti fuori casa nella massima serie, ineguagliato neanche nelle altre succitate stagioni.

## Divise e sponsor
Lo sponsor tecnico per la stagione 1994-1995 fu Adidas, mentre lo sponsor ufficiale fu Wüber. Le maglie erano caratterizzate da una fila di rombi rossi o bianchi.
| Prima divisa |  | Seconda divisa | Terza divisa |

## Organigramma societario
Fonti
Area direttiva
- Presidente: Vincenzo Matarrese
- Direttore generale: Carlo Regalia
- Segretario: Filippo Nitti
- Addetto stampa: Saverio De Bellis

Area sanitaria
- Medico sociale: Sabino Lerario
- Massaggiatori: Lorenzo Ferrara e Giuliano Gresi

Area tecnica
- Direttore sportivo: Enrico Alberti
- Allenatore: Giuseppe Materazzi
- Allenatore in seconda: Biagio Catalano
- Preparatore dei portieri: Domenico Petriello
- Preparatore atletico: Roberto Fiorillo

## Rosa
Fonti
| N. |                   | Ruolo | Calciatore            |
| -- | ----------------- | ----- | --------------------- |
|    | Italia (bandiera) | P     | Giuseppe Alberga      |
|    | Italia (bandiera) | P     | Alberto Fontana       |
|    | Italia (bandiera) | D     | Lorenzo Amoruso       |
|    | Italia (bandiera) | D     | Paolo Annoni          |
|    | Italia (bandiera) | D     | Emanuele Brioschi     |
|    | Italia (bandiera) | D     | Amedeo Mangone        |
|    | Italia (bandiera) | D     | Marcello Montanari    |
|    | Italia (bandiera) | D     | Gianluca Ricci        |
|    | Italia (bandiera) | D     | Carlo Sassarini       |
|    | Italia (bandiera) | D     | Massimiliano Tangorra |
|    | Italia (bandiera) | C     | Onofrio Barone        |

| N. |                     | Ruolo | Calciatore                 |
| -- | ------------------- | ----- | -------------------------- |
|    | Italia (bandiera)   | C     | Emiliano Bigica (capitano) |
|    | Italia (bandiera)   | C     | Angelo Alessio             |
|    | Italia (bandiera)   | C     | Roberto Cau                |
|    | Italia (bandiera)   | C     | Carmine Gautieri           |
|    | Brasile (bandiera)  | C     | Gérson Caçapa              |
|    | Italia (bandiera)   | D     | Gian Paolo Manighetti      |
|    | Italia (bandiera)   | C     | Francesco Pedone           |
|    | Colombia (bandiera) | A     | Miguel Ángel Guerrero      |
|    | Italia (bandiera)   | A     | Igor Protti                |
|    | Italia (bandiera)   | A     | Sandro Tovalieri           |
|    | Italia (bandiera)   | A     | Nicola Ventola             |

## Calciomercato

### Sessione estiva
| Acquisti | Acquisti              | Acquisti        | Acquisti      |
| R.       | Nome                  | da              | Modalità      |
| -------- | --------------------- | --------------- | ------------- |
| D        | Paolo Annoni          | Como            | definitivo    |
| D        | Gian Paolo Manighetti | Monza           | fine prestito |
| D        | Carlo Sassarini       | Barletta        | fine prestito |
| C        | Gérson Caçapa         | Lecce           | fine prestito |
| A        | Roberto Cau           | Siniscola       | definitivo    |
| A        | Miguel Guerrero       | Atletico Junior | definitivo    |

| Cessioni | Cessioni              | Cessioni      | Cessioni      |
| R.       | Nome                  | da            | Modalità      |
| -------- | --------------------- | ------------- | ------------- |
| D        | Gabriele Grossi       | Roma          | fine prestito |
| D        | Maurizio Laureri      | Como          | definitivo    |
| C        | Michele Andrisani     | Palazzolo     | definitivo    |
| A        | Berardino Capocchiano | Avellino      | definitivo    |
| A        | João Paulo            | Vasco da Gama | ?             |

### Sessione autunnale
| Acquisti | Acquisti | Acquisti | Acquisti |
| R.       | Nome     | da       | Modalità |
| -------- | -------- | -------- | -------- |

| Cessioni | Cessioni              | Cessioni | Cessioni   |
| R.       | Nome                  | da       | Modalità   |
| -------- | --------------------- | -------- | ---------- |
| D        | Massimiliano Tangorra | Ancona   | definitivo |

## Risultati

### Serie A

#### Girone d'andata
| Arbitro: | Collina (Viareggio) |

|  |           |             |
|  | Marcatori | 22’ Signori |

| Arbitro: | Rosica (Roma) |

|                       |           |  |
| Vialli 66’ Kohler 82’ | Marcatori |  |

| Arbitro: | Arena (Ercolano) |

|               |           |  |
| Tovalieri 20’ | Marcatori |  |

| Arbitro: | Borriello (Mantova) |

|  |           |                              |
|  | Marcatori | 73’ Gérson Caçapa 75’ Pedone |

| Bari 2 ottobre 1994 5ª giornata | Bari               | 0 – 0 | Cagliari | Stadio San Nicola\| Arbitro: \| Rodomonti (Teramo) \| |
| Arbitro:                        | Rodomonti (Teramo) |       |          |                                                       |

| Arbitro: | Cinciripini (Ascoli Piceno) |

|            |           |                           |
| Pančev 76’ | Marcatori | 2’ Guerrero 42’ Tovalieri |

| Arbitro: | Bolognino (Milano) |

|                                         |           |  |
| Agostini 43’, 75’ B. Carbone 90’ (rig.) | Marcatori |  |

| Arbitro: | Treossi (Forlì) |

|                                   |           |                  |
| Protti 7’, 57’ Tovalieri 10’, 90’ | Marcatori | 62’ van 't Schip |

| Arbitro: | Rodomonti (Teramo) |

|                              |           |  |
| Cois 7’ Batistuta 75’ (rig.) | Marcatori |  |

| Arbitro: | Trentalange (Torino) |

|                                     |           |  |
| De Agostini 6’ (aut.) Tovalieri 61’ | Marcatori |  |

| Arbitro: | Collina (Viareggio) |

|          |           |                                      |
| Neri 72’ | Marcatori | 47’ Tovalieri 57’ (aut.) Baronchelli |

| Arbitro: | Nicchi (Arezzo) |

|                             |           |               |
| Tovalieri 6’ L. Amoruso 67’ | Marcatori | 45’ Di Biagio |

| Arbitro: | Quartuccio (Torre Annunziata) |

|                      |           |  |
| Pelé 17’ Silenzi 89’ | Marcatori |  |

| Arbitro: | Stafoggia (Pesaro) |

|               |           |                     |
| Tovalieri 20’ | Marcatori | 12’ Zola 67’ Crippa |

| Arbitro: | Cesari (Genova) |

|                     |           |  |
| Balbo 69’ Totti 86’ | Marcatori |  |

| Arbitro: | Braschi (Prato) |

|                               |           |                                          |
| Tovalieri 30’, 66’ Pedone 73’ | Marcatori | 11’ Massaro 40’, 52’, 56’, 84’ Savićević |

| Arbitro: | Treossi (Forlì) |

|              |           |              |
| Lombardo 79’ | Marcatori | 8’ Tovalieri |

#### Girone di ritorno
| Arbitro: | Borriello (Mantova) |

|             |           |                    |
| Signori 90’ | Marcatori | 28’, 58’ Tovalieri |

| Arbitro: | Beschin (Legnago) |

|  |           |                                  |
|  | Marcatori | 41’ (rig.) Del Piero 90’ Ferrara |

| Arbitro: | Racalbuto (Gallarate) |

|  |           |            |
|  | Marcatori | 82’ Protti |

| Arbitro: | Bazzoli (Merano) |

|  |           |             |
|  | Marcatori | 40’ Vlaović |

| Arbitro: | Bolognino (Milano) |

|                           |           |               |
| Dely Valdés 16’ Muzzi 41’ | Marcatori | 4’ L. Amoruso |

| Arbitro: | Cinciripini (Ascoli Piceno) |

|  |           |               |
|  | Marcatori | 62’ Dell'Anno |

| Arbitro: | Cesari (Genova) |

|              |           |                       |
| Tovalieri 5’ | Marcatori | 28’ (aut.) A. Fontana |

| Arbitro: | Bazzoli (Merano) |

|             |           |                      |
| Onorati 15’ | Marcatori | 61’ (rig.) Tovalieri |

| Arbitro: | Bolognino (Milano) |

|                                     |           |                                |
| Márcio Santos 21’ (aut.) Protti 31’ | Marcatori | 40’ Carnasciali 76’ A. Carbone |

| Cremona 15 aprile 1995 27ª giornata | Cremonese        | 0 – 0 | Bari | Stadio Giovanni Zini\| Arbitro: \| Cardona (Milano) \| |
| Arbitro:                            | Cardona (Milano) |       |      |                                                        |

| Arbitro: | De Prisco (Nocera Inferiore) |

|                                        |           |  |
| L. Amoruso 39’ Protti 51’ Guerrero 71’ | Marcatori |  |

| Arbitro: | Braschi (Prato) |

|                                 |           |                |
| Di Biagio 15’ Bigica 78’ (aut.) | Marcatori | 9’, 43’ Pedone |

| Arbitro: | Borriello (Mantova) |

|                                        |           |                |
| Bigica 2’ Gérson Caçapa 41’ Protti 80’ | Marcatori | 14’ Rizzitelli |

| Arbitro: | Boggi (Salerno) |

|           |           |  |
| Fiore 14’ | Marcatori |  |

| Arbitro: | Collina (Viareggio) |

|                          |           |                 |
| Tovalieri 54’ Protti 75’ | Marcatori | 6’, 70’ Fonseca |

| Arbitro: | Pellegrino (Barcellona Pozzo di Gotto) |

|  |           |               |
|  | Marcatori | 64’ Tovalieri |

| Arbitro: | Stafoggia (Pesaro) |

|                |           |                               |
| L. Amoruso 69’ | Marcatori | 28’ Mihajlović 43’ R. Mancini |

### Coppa Italia

#### Secondo turno
| Arbitro: | Cinciripini (Ascoli Piceno) |

|  |           |                |
|  | Marcatori | 90’ F. Inzaghi |

| Arbitro: | Quartuccio (Torre Annunziata) |

|              |           |              |
| De Vitis 54’ | Marcatori | 71’ Guerrero |

## Statistiche

### Statistiche di squadra
| Competizione | Punti | In casa | In casa | In casa | In casa | In casa | In casa | In trasferta | In trasferta | In trasferta | In trasferta | In trasferta | In trasferta | Totale | Totale | Totale | Totale | Totale | Totale | DR |
| Competizione | Punti | G       | V       | N       | P       | Gf      | Gs      | G            | V            | N            | P            | Gf           | Gs           | G      | V      | N      | P      | Gf     | Gs     | DR |
| ------------ | ----- | ------- | ------- | ------- | ------- | ------- | ------- | ------------ | ------------ | ------------ | ------------ | ------------ | ------------ | ------ | ------ | ------ | ------ | ------ | ------ | -- |
| Serie A      | 44    | 17      | 6       | 4       | 7       | 25      | 22      | 17           | 6            | 4            | 7            | 15           | 21           | 34     | 12     | 8      | 14     | 40     | 43     | -3 |
| Coppa Italia |       | 1       | 0       | 0       | 1       | 0       | 1       | 1            | 0            | 1            | 0            | 1            | 1            | 2      | 0      | 1      | 1      | 1      | 2      | -1 |
| Totale       | -     | 18      | 6       | 4       | 8       | 25      | 23      | 18           | 6            | 5            | 7            | 16           | 22           | 36     | 12     | 9      | 15     | 41     | 45     | -4 |

### Statistiche dei giocatori[10]
| Giocatore     | Serie A  | Serie A | Serie A     | Serie A    | Coppa Italia | Coppa Italia | Coppa Italia | Coppa Italia | Totale   | Totale | Totale      | Totale     |
| Giocatore     | Presenze | Reti    | Ammonizioni | Espulsioni | Presenze     | Reti         | Ammonizioni  | Espulsioni   | Presenze | Reti   | Ammonizioni | Espulsioni |
| ------------- | -------- | ------- | ----------- | ---------- | ------------ | ------------ | ------------ | ------------ | -------- | ------ | ----------- | ---------- |
| G. Alberga    | 1        | 0       | ?           | ?          | -            | -            | -            | -            | 1        | 0      | 0+          | 0+         |
| A. Alessio    | 14       | 0       | ?           | ?          | 1            | 0            | ?            | ?            | 15       | 0      | ?           | ?          |
| L. Amoruso    | 27       | 4       | ?           | ?          | 2            | 0            | ?            | ?            | 29       | 4      | ?           | ?          |
| P. Annoni     | 18       | 0       | ?           | ?          | 1            | 0            | ?            | ?            | 19       | 0      | ?           | ?          |
| O. Barone     | 17       | 0       | ?           | ?          | 1            | 0            | ?            | ?            | 18       | 0      | ?           | ?          |
| E. Bigica     | 27       | 1       | ?           | ?          | 2            | 0            | ?            | ?            | 29       | 1      | ?           | ?          |
| E. Brioschi   | 4        | 0       | ?           | ?          | -            | -            | -            | -            | 4        | 0      | 0+          | 0+         |
| R. Cau        | 1        | 0       | ?           | ?          | -            | -            | -            | -            | 1        | 0      | 0+          | 0+         |
| A. Fontana    | 33       | -43     | ?           | ?          | 2            | -2           | ?            | ?            | 35       | -45    | ?           | ?          |
| C. Gautieri   | 31       | 0       | ?           | ?          | -            | -            | -            | -            | 31       | 0      | 0+          | 0+         |
| Gérson Caçapa | 34       | 2       | ?           | ?          | 2            | 0            | ?            | ?            | 36       | 2      | ?           | ?          |
| Á. Guerrero   | 26       | 2       | ?           | ?          | 2            | 1            | ?            | ?            | 28       | 3      | ?           | ?          |
| A. Mangone    | 28       | 0       | ?           | ?          | 2            | 0            | ?            | ?            | 30       | 0      | ?           | ?          |
| P. Manighetti | 22       | 0       | ?           | ?          | 2            | 0            | ?            | ?            | 24       | 0      | ?           | ?          |
| M. Montanari  | 30       | 0       | ?           | ?          | 2            | 0            | ?            | ?            | 32       | 0      | ?           | ?          |
| F. Pedone     | 33       | 4       | ?           | ?          | 2            | 0            | ?            | ?            | 35       | 4      | ?           | ?          |
| I. Protti     | 28       | 7       | ?           | ?          | 1            | 0            | ?            | ?            | 29       | 7      | ?           | ?          |
| G. Ricci      | 30       | 0       | ?           | ?          | 2            | 0            | ?            | ?            | 32       | 0      | ?           | ?          |
| C. Sassarini  | 2        | 0       | ?           | ?          | -            | -            | -            | -            | 2        | 0      | 0+          | 0+         |
| M. Tangorra   | 1        | 0       | ?           | ?          | -            | -            | -            | -            | 1        | 0      | 0+          | 0+         |
| S. Tovalieri  | 31       | 17      | ?           | ?          | 2            | 0            | ?            | ?            | 33       | 17     | ?           | ?          |
| N. Ventola    | 1        | 0       | ?           | ?          | -            | -            | -            | -            | 1        | 0      | 0+          | 0+         |